# Томаш Собчак
Томаш Собчак (пол. Tomasz Sobczak; нар. 18 серпня 1973) — польський актор театру, телебачення та кіно, режисер театру.

## Життєпис
У 1994 році він дебютував у виставі Ганса Крістіана Андерсена Снігова королева в подвійній ролі Каченця та Диявола на професійній сцені в Художньому центрі драматичного театру в Легниці, з яким він був пов'язаний до 2000 року, коли склав екзаменаційний іспит. Він також виступав у театрах: Гелена Моджеєвська в Легниці (1999—2004), театрі Культурний центр в Грудзьондзі (2000—2001), театрі ім. Войцеха Богуславського у Каліші (2002), Художній групі Ad Spectotores у Вроцлаві (2004) та театрі Ланья Нова у Кракові (2006—2007).
Після виступу в теленовелі TVP1 Пресвітерій (Plebania, 2001) він потрапив на великий екран у гіркій комедії Марека Котерського День виродку (Dzień świra, 2002) та незалежному гостросюжетному фільмі Конрада Нієльського DIL (2002) у головній ролі Яна Махульського. У серіалі TVP2 Життєвий іспит (Egzamin z życia, 2007) він мав роль президента фонду, який допомагає сім'ям, викраденим в Іраку та причетним до темних справ. У телесеріалі TVP1 Глина (Glina, 2007, 2008) він має роль керівника банди наркоманів, яка втрачає людей і внаслідок злочинів влада починає вислизати з його рук. У телесеріалі TVN 39 з половиною років (39 i pół, 2008) він грає барабанщика, батька підлітка Марти, подруги Патріка (Алан Андерш). Він взяв участь у 9-му польському сезоні програми «Танці з зірками», де посів 11-е місце, випадаючи у 2-му епізоді. Його партнеркою була Катажина Крупа.
Він озвучує своїх улюблених героів книжкової серії «Скаути» та «Дружба» Джона Фланагана, читаючи їх для audioteka.pl.

## Фільмографія

### Кінофільми
- 2002: DIL як Батон
- 2002: День виродку (Dzień świra) як футболіст «Коханий»
- 2009: Генерал — напад на Гібралтар (Generał — zamach na Gibraltarze) як Ян Гралевський
- 2019: Крути 1918, як Берг
- 2019: Скажене весілля 2, як наречений Юрій, зять Середюка
- 2021 Ескортниці, бізнесмен Дімітрій
- 2022: Щедрик, як Ісаак Гершкович, батько єврейської родини

### Телефільми
- 2006: Смерть капітана Пілецького (Śmierć rotmistrza Pileckiego) в ролі Рішарда Ямонта-Кшицького

### Телесеріали
- 2018: У ритмі серця (W rytmie serca) як бандит, що ранить Едварда
- 2018: Комісар Алекс (Komisarz Alex) як професор Видацький (епізод 133)
- 2017: Діагностика (Diagnoza) як поліцейський Райдел (епізод 1)
- 2017: Лікарі на старт (Lekarze na start) як лікар Міхал Замойського
- 2017: Отець Матеуш (Ojciec Mateusz) як Войцех Лічак «Чапа» (епізод 217)
- 2017: Ультрафіолет (телесеріал) (Ultraviolet) як редактор Павел Станек (епізод 6)
- 2016: Двоє з них (Dwoje we troje) як Лукаш, клієнт банку (епізод 43)
- 2016: Для добрих і поганих (Na dobre i na złe) як Радослав, батько Магди (епізод 626)
- 2015—2016: Сінгєлка (Singielka) як Яцек Wardocha
- 2015: Львівські дівчата (Dziewczyny ze Lwowa) як посадова особа Національної інспекції праці (епізод 6)
- 2015: Пакт (Pakt) як Адріан Богуш
- 2015: Скажи так! (Powiedz tak!) як Ян Кенчинський
- 2014—2015: Кров з крові (Krew z krwi) як інспектор Роберт Клос
- 2014: Лікарі (Lekarze) як Рафал Добош (епізод 57)
- 2013: Це ще не кінець світу (To nie koniec świata) як Еміль (епізод 7)
- 2013: Перше кохання (Pierwsza miłość) як Юліан Івановський
- 2012: На краю (Na krawędzi) (епізоди 4 та 5)
- 2012: Закон Агата (Prawo Agaty) як Оскар Варецький (епізод 1)
- 2011 рік: Комісар Алекс (Komisarz Alex) як Граш (епізод 13)
- 2011 рік: Лінія життя (Linia życia) як Ернест Крупа — батько Каміля
- 2010 рік: Вуста (Usta usta) які Марцин, бос Джулії (епізод 10)
- 2010: 1920. Війна і кохання (1920. Wojna i miłość) як лейтенант Казімірчак (епізод 5)
- 2009, з 2013: Блондинка (Blondynka) як «циган», лісник
- 2009—2010, 2013—2014, 2017: Кольори щастя (Barwy szczęścia) як Ольгерд Слівінський
- 2009: Позначений (Naznaczony) як поліцейський (епізод 2)
- 2008: Пітбулл (Pitbull) як поліцейський
- 2008: Генерал (Generał) як Ян Гралевський
- 2008 рік: Іспит з життя (Egzamin z życia) як Роберт Калтен, представника фонду
- 2008: 39 з половиною (39 i pół) як Мірек, батько Марти
- 2007—2008: Глина (Glina) як Кароль Слива «Карлос»
- 2007 рік: Життєвий іспит (Egzamin z życia) як посадовець представника фонду Роберта Калтена
- 2007: Спочатку кохання (Pierwsza miłość) як Радослав, колишній поліцейський, а потім шахрай та ймовірний викрадач Марисії Радош
- 2007 рік: Життя самої людини (Samo życie) як «сандалі», що захищає будинок, що належить Кацперу Шпунару
- 2007: Далеко від носилок (Daleko od noszy) як пацієнт
- 2007: Кримінальна справа (Biuro kryminalne)
- 2006—2007: Попелюшка (Kopciuszek) як портьє в притулку
- 2006: M jak miłość як працівник Leroy-Merlin
- 2006: Центр міста Кінгз як Джеррі
- 2006: Хвиля злочину у ролі Войцеха Мровінського «Mrówa»
- 2006: М на кохання (M jak miłość) як працівник складу
- 2005: Злочинці (Kryminalni) як лікар
- 2005: Виробники злитків (Bulionerzy) як «Кукла»
- 2004: Четверта влада (Czwarta władza)
- 2003: Відсутній (Zaginiona)
- 2001: Пресвітерій (Plebania) як Роберт